# Emoia similis
Emoia similis es una especie de escincomorfos de la familia Scincidae.

## Distribución geográfica
Es endémica de las islas menores de la Sonda: desde Lombok hasta la isla de Flores (Indonesia).

## Estado de conservación
Se encuentra amenazada por la pérdida de su hábitat natural.